# Simon Bolivar Buckner
Simon Bolivar Buckner (Munfordville, 1 april 1823 - Munfordville, 8 januari 1914) was tijdens de Amerikaanse Burgeroorlog een generaal in het leger van de Geconfedereerde Staten van Amerika en van 1887 tot 1891 gouverneur van de staat Kentucky.

## Vroege jaren
Simon B. Buckner (Sr.) werd geboren op 1 april 1823 op Glen Lily, het familielandgoed gelegen bij Munfordville in Kentucky.  Hij was het derde kind en tweede zoon van Aylett Hartswell en Elizabeth Ann (Morehead) Buckner. Hij werd vernoemd naar de soldaat en staatsman van Venezuela Simón Bolívar. Deze had de onafhankelijkheidsstrijd gevoerd tegen het Spaanse rijk en stond aan de wieg van Venezuela, Bolivia, Colombia, Ecuador, Peru en Panama.  Pas op negenjarige leeftijd werd Buckner ingeschreven in een privéschool in Munfordville. Zijn jeugdvriend was Thomas J. Wood die tijdens de Amerikaanse Burgeroorlog een Noordelijke officier werd. Buckner en Wood waren elkaars tegenstander in de Slag bij Perryville en de Slag bij Chickamauga. Buckners vader had een smeltoven voor ijzer in Hart County. Door een tekort aan hout om zijn smeltoven operationeel te houden, verhuisde het gezin in 1838 naar Muhlenberg County. Daar richtte Buckners vader een coöperatie op met verschillende smeltovens. Buckner volgde les in Greenville en aan de Christian County Seminary in Hopkinsville.
Op 1 juli 1840 werd Buckner toegelaten tot de United States Military Academy in West Point. Hij studeerde in 1844 af als elfde in een klas van vijfentwintig en werd benoemd tot gebrevetteerd Tweede luitenant in het 2nd U.S. Infantry Regiment. Tot en met 28 augustus 1845 diende hij in het garnizoen van Sackett's Harbor aan het Ontariomeer. Daarna keerde hij terug naar de militaire academie waar hij een assistent professor werd in Aardrijkskunde, Geschiedenis en Ethiek.

## Mexicaans-Amerikaanse Oorlog
In mei 1846 nam Buckner ontslag om deel te nemen aan de Mexicaans-Amerikaanse Oorlog. Hij nam dienst in het 6th U.S. Infantry Regiment. Zijn eerste taak omvatte onder andere het rekruteren van nieuwe soldaten en die tot aan de grens met Texas te begeleiden. In november 1846 meldde hij zich bij zijn compagnie die onderweg was naar Parras in Mexico. In januari 1847 werd Buckner naar Veracruz gestuurd als deel van William J. Worths divisie. Terwijl het Beleg van Veracruz in volle gang was, rekende Buckners eenheid af met enkele duizenden Mexicaanse cavaleristen bij Amazoque.
Op 8 augustus 1847 werd Buckner benoemd tot kwartiermeester van het 6th Infantry. Kort daarna nam hij deel aan de Slag bij San Antonio en de Slag bij Churubusco waar hij licht gewond raakte. Wegens betoonde moed tijdens de slagen van Churubusco en Contreras werd hij bevorderd tot gebrevetteerde Eerste luitenant.
Na de Slag bij Molino del Rey werd Buckner opnieuw geroemd voor zijn moed. Hij werd tot gebrevetteerd kapitein benoemd. Daarna nam hij nog deel aan de Slag bij Chapultepec, de Slag bij de poort van Belen en de bestorming van Mexico-Stad. Na de Amerikaanse overwinning werden de soldaten ingezet als bezettingsmacht. Hierbij had Buckner veel  vrije tijd. In april 1848 nam hij deel aan de expeditie naar de Popocatépetl, een vulkaan ten zuidoosten van Mexico-Stad. Buckner kreeg de eer om als laatste de vlag te strijken in Mexico-Stad toen de bezettingstroepen zich terugtrokken.  Buckner zou in 1891 toetreden tot de Aztec Club, een veteranenvereniging van officieren die hadden meegevochten tegen Mexico.

## Interbellum
Na de oorlog keerde Buckner terug naar West Point. Hij gaf les in infanterietactieken. Een klein jaar later nam hij opnieuw ontslag omdat hij het niet eens was enkele nieuwe regels aan de academie. Na zijn ontslag werd hij naar Fort Columbus gestuurd om soldaten te rekruteren.
Op 2 mei 1850 huwde hij met Mary Jane Kingsbury. Kort na hun huwelijk kreeg Buckner een aanstelling in Fort Snelling in Minnesota om daarna naar Fort Atkinson langs de Arkansas in Kansas te verhuizen. Op 31 december 1851 werd hij bevorderd tot eerste luitenant. En op 3 november 1852 werd hij benoemd tot kapitein in het 6th U.S. Infantry die op dit moment in New York gekazerneerd was.
Buckner hielp nog zijn oude vriend kapitein Ulysses S. Grant die hij kende van West Point en de Mexicaans-Amerikaanse Oorlog. Grant had op dit moment geldgebrek en Buckner betaalde de kosten van zijn hotel in New York tot Grant zijn loon zou krijgen en kon terugkeren naar Ohio. Op 26 maart 1856 nam Buckner ontslag uit het leger om zijn schoonvader te helpen. Zijn schoonvader had uitgebreide portefeuille aan vastgoed in Chicago Illinois. Na zijn overlijden in 1856 nam Buckner het beheer van het vastgoed op zich.
Hij bleef geïnteresseerd in militaire zaken. Daarom werd hij lid van de Illinois State Militia in Cook County met de rang van majoor. Op 3 april 1857 werd hij benoemd tot adjudant generaal door de gouverneur van Illinois William Henry Bissel. Buckner werd verantwoordelijk voor de personeelszaken van de militietroepen. In oktober nam hij alweer ontslag uit deze functie. Na de Mountain Meadows massacre werd een regiment van vrijwilligers uit Illinois opgeroepen om deel te nemen aan een strafexpeditie tegen de Mormonen. Buckner werd aangesteld als kolonel van het regiment. Ze zouden echter niet in actie komen door de succesvolle onderhandelingen tussen de federale overheid en de Mormonen.
In het najaar van 1857 keerde Buckner en zijn gezin terug naar zijn thuisstaat. Ze vestigden zich in Louisville, Kentucky. Op 7 maart 1858 werd zijn dochter Lily geboren. Later datzelfde jaar werd de Citizens’ Guard opgericht, de lokale militie van Louisville. Buckner werd hun kapitein. Tot in 1860 diende hij in deze functie tot dat de militie opgenomen werd in het 2nd Regiment van de Kentucky State Guard. Buckner werd in 1860 benoemd tot inspecteur generaal voor de staat Kentucky.

## Amerikaanse Burgeroorlog
In 1861 benoemde gouverneur Beriah Magoffin Buckner tot adjudant generaal en kreeg hierbij de rang van generaal-majoor bij de militie. Hij kreeg de opdracht om de militiewetten van de staat te moderniseren. De staat werd verscheurd tussen Noordelijke en Zuidelijke sympathieën. De legislatuur stond diametraal tegenover de gouverneur. Uiteindelijk verklaarde Kentucky zich neutraal in het conflict. Buckner kreeg de taak om eenheden op te richten om deze neutraliteit te waarborgen.
De staatsraad, die controle had over de militie, vreesde de te sterke sympathieën van de militie voor de Zuidelijke zaak. De militie moest hun wapens inleveren. Uit onvrede nam Buckner op 20 juli 1861 ontslag. In de loop van augustus kreeg Buckner tot twee maal toe het aanbod voor een aanstelling als brigadegeneraal in het Union Army. Het eerste aanbod kwam van generaal Winfield Scott. Het tweede aanbod kwam van minister van oorlog Simon Cameron op aandringen van president Abraham Lincoln. Buckner weigerde beide voorstellen. Toen de Zuidelijke generaal-majoor Leonidas Polk Columbus bezette en hiermee de neutraliteit van Kentucky schond, aanvaardde Buckner op 14 september 1861 een aanstelling als brigadegeneraal in het Confederate States Army. Vrijwel alle soldaten uit de voormalige militie die onder zijn bevel stonden, volgden hun aanvoerder. Toen zijn aanstelling formeel werd goedgekeurd, werd hij in het Noorden als verrader veroordeeld. Zijn eigendommen werden in beslag genomen. Om te vermijden dat ook de eigendommen van zijn vrouw in Chicago zouden worden geconfisceerd, had Buckner alles op naam van zijn schoonbroer gezet. Buckner werd bevelhebber van een divisie in het Army of Central Kentucky onder leiding van brigadegeneraal William J. Hardee. Zijn eenheid werd gekazerneerd in Bowling Green Kentucky.

### Fort Donelson
Nadat brigadegeneraal Ulysses S. Grant in februari 1862 Fort Henry had ingenomen langs de Tennessee, richtte hij zijn pijlen op Fort Donelson die de Cumberland controleerde. De Zuidelijke bevelhebber van het westelijke front, generaal Albert Sidney Johnston, stuurde Buckner naar het fort als een van de vier brigadegeneraals die het fort dienden te verdedigen. John B. Floyd werd aangesteld als bevelhebber met Buckner, Gideon J. Pillow en Bushrod R. Johnson als onderbevelhebbers.
Buckners divisie verdedigde de rechterflank van de Zuidelijke verdedigingswerken die zich rond Dover concentreerden. Op 14 februari beslisten de Zuidelijke generaals dat het fort niet kon behouden worden. Ze planden een uitbraakpoging om aansluiting te vinden met het hoofdleger van Johnston dat zich in Nashville bevond. Bij zonsopgang van de volgende dag viel Pillow de Noordelijke rechterflank aan. Ze slaagden erin om de Noordelijke linies 2 tot 3 km terug te dringen. Buckner, die de slaagkansen laag inschatte en op slechte voet stond met Pillow, wachtte bijna twee uur om zelf tot de aanval over te gaan. Grant kreeg dus de tijd om versterkingen aan te voeren en zijn slaglinie te verstevigen. Ondanks het treuzelen van Buckner was er toch een smalle corridor ontstaan waarlangs de Zuidelijken zouden kunnen ontsnappen. Floyd en Pillow lieten deze kans liggen toen ze de Zuidelijke eenheden terugriepen naar hun eigen loopgraven.
In de late avond werd een krijgsraad belegd waarbij Floyd en Pillow optimistisch waren over de gebeurtenissen van de voorbije dag. Buckner echter laakte hun weinig realistische inschatting. De Zuidelijken waren niet sterk genoeg om het fort te behouden en de uitbraakpoging was mislukt. Ondertussen werd Grants leger voortdurend versterkt. Floyd, die vreesde voor een aanklacht van hoogverraad indien hij het fort zou opgeven, vroeg aan Buckner om hem voldoende tijd te geven om samen met zijn regimenten uit Virginia te ontsnappen. Buckner ging hiermee akkoord. Pillow kreeg het bevel over het fort, die het onmiddellijk doorgaf aan Buckner. Na de ontsnapping van Floyd, Pillow en Nathan Bedford Forrest (de bevelhebber van de aanwezige Zuidelijke cavalerie), hees Buckner de witte vlag boven het fort.
De volgende ochtend stuurde hij een koerier naar de Noordelijke linies om een wapenstilstand te bekomen en de voorwaarden tot overgave te bespreken. Buckner hoopte op milde voorwaarden omdat hij Grant in het verleden geholpen had. Grants antwoord was kort. Hij stuurde zijn aide-de-camp William S. Hillyer met het antwoord. Grant verlangde niets minder kan een onvoorwaardelijke en onmiddellijke overgave. 
Hierop antwoordde Buckner:
Door het beperkte aantal manschappen onder mijn bevel die na een onvoorziene verandering in de bevelstructuur verder verzwakt werden en de numeriek sterkere troepen aan uw kant; voel ik mij genoodzaakt om, niet tegenstaande het dappere verzet van de geconfedereerde eenheden, de zware en onedelmoedige voorwaarden tot overgave te accepteren.
Na de officiële overgave van het fort begroette Buckner zijn oude vriend. Ze haalden herinneringen op aan hun tijd en Mexico en hekelden beide het gedrag van Pillow. Grant wou Buckner geld lenen om zijn gevangenschap dragelijk te maken. Buckner weigerde beleefd. Het wederzijds respect bleef ook na de oorlog groot. Na het overlijden van Grant in 1885 was Buckner een van de dragers van zijn lijkkist en betaalde hij de begrafeniskosten. Hij zorgde er ook voor dat de weduwe van Grant een maandelijkse financiële toelage kreeg voor de rest aan haar leven. De overgave van Fort Donelson was een persoonlijke vernedering voor Buckner en een strategische nederlaag voor de Zuidelijke staten. ze hadden 12.000 soldaten en veel uitrusting en voorraden verloren en ze hadden geen controle meer over de Cumberland. Hierdoor dienden de Zuidelijken zich terug te trekken naar Nashville.

### Invasie van  Kentucky
Terwijl Buckner krijgsgevangene was in Fort Warren bij Boston, probeerde senator Garret Davis, zonder succes, hem te veroordelen voor verraad. Op 15 augustus 1862 werd Buckner na vijf maanden eenzame opsluiting geruild voor de Noordelijke brigadegeneraal George A. McCall. De volgende dag werd Buckner bevorderd tot generaal-majoor. Hij diende zich aan te melden bij het Army of Mississippi onder leiding van Braxton Bragg. Dit leger was gelegerd rond Chattanooga, Tennessee.
Daags na zijn aankomst vielen Bragg en generaal-majoor Edmund Kirby Smith Kentucky binnen. Terwijl Bragg in noordelijke richting oprukte, vond de eerste veldslag plaats bij de thuisstad van Buckner in Munfordville. Deze stad was van vitaal belang voor de Noordelijken. Het was een belangrijk knooppunt om de communicatielijnen open te houden naar Louisville, Bowling Green en Nashville. Een kleine strijdmacht onder leiding van kolonel John T. Wilder bewaakte het stadje. Hoewel de Noordelijken sterk in de minderheid waren, weigerde Wilder op 12 en 14 september in te gaan op de vraag tot overgave. Na bemiddeling van Buckner waarbij hij Wilder de Zuidelijke sterkte en stellingen toonde, gaf Wilder zich gewonnen.
Braggs leger rukte verder op in noordelijke richting naar Bardstown. Daar rusten ze uit en zochten naar voorraden en eventuele nieuwe rekruten. Ondertussen rukte Noordelijke hoofdmacht, het Army of the Ohio, onder leiding van generaal-majoor Don Carlos Buell op naar Louisville. 

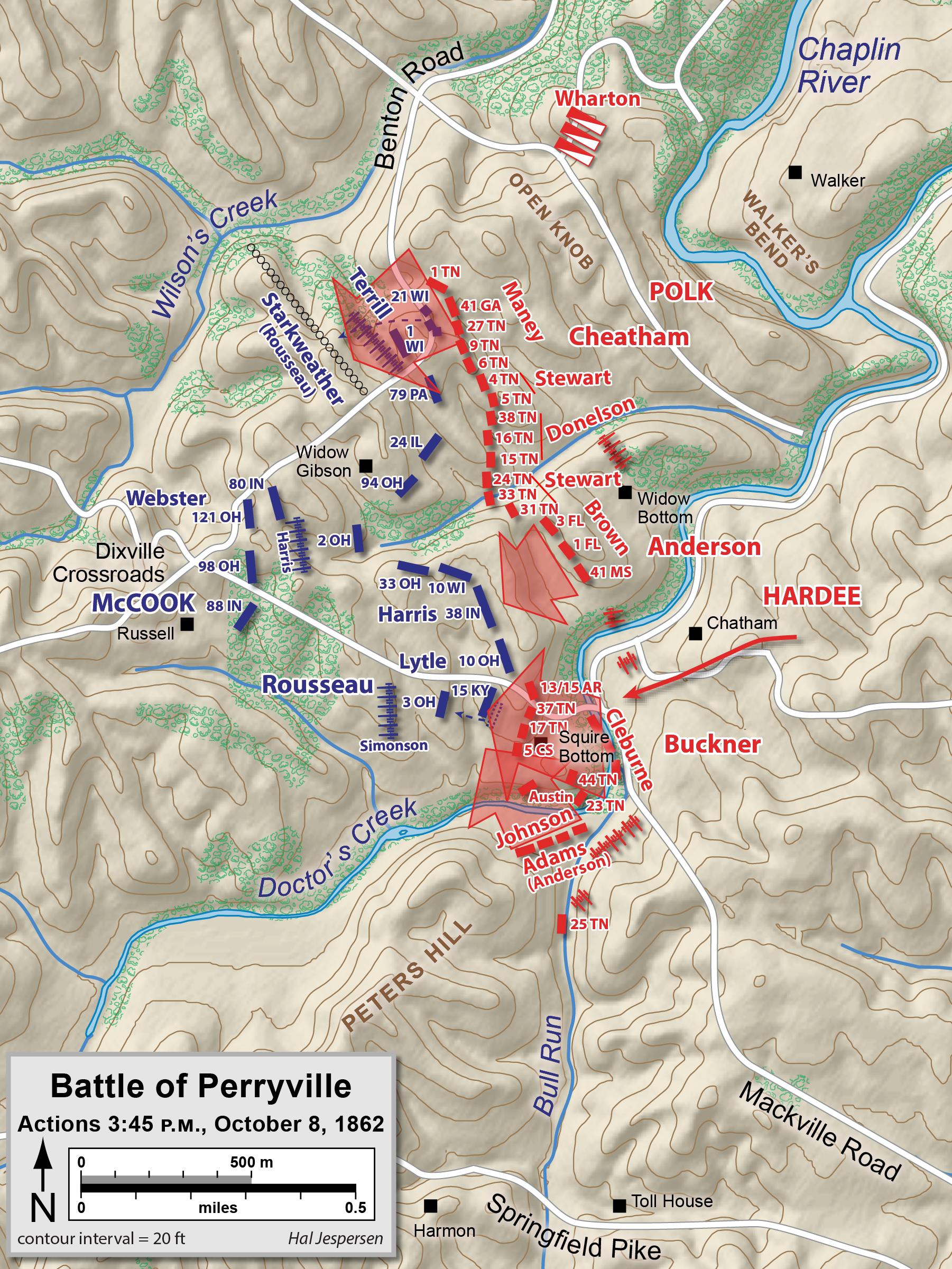
Slag bij Perryville: Bewegingen in de sector van Buckner om 16:45)
Zuidelijken
Noordelijken

Buckner ontving informatie van een Zuidelijke spion die werkzaam was in Buells leger. Daaruit bleek dat de Noordelijken Louisville tot op 16 km genaderd waren. Buckner drong erbij Bragg op aan om Buell aan te vallen voor hij Louisville zou bereiken. Bragg legde dit voorstel naast zich neer. Daarop vroeg Buckner aan Leonidas Polk om Bragg voor te stellen om stellingen in te nemen rond Perryville en te wachten op Kirby Smith. Opnieuw weigerde Bragg in te gaan op dit voorstel. Uiteindelijk viel Braggs leger alleen het Noordelijke korps van generaal-majoor Alexander McDowell aan op 8 oktober 1862. Zonder de troepen van Kirby Smith begon de Slag bij Perryville. Tijdens de slag kon Buckners divisie een doorbraak forceren in het Zuidelijke centrum. Hij werd geprezen door Hardee, Polk en Bragg. Het mocht echter niet baten, want de slag eindigde in een gelijk spel die veel levens kostte aan beide zijden. Bragg trok zich terug en de invasie van Kentucky werd een mislukking. Samen met verschillende van zijn mede-officieren nagelde Buckner Bragg publiekelijk aan de schandpaal voor zijn prestaties tijdens deze veldtocht.

### Verdere loopbaan tijdens de burgeroorlog
Na de Slag bij Perryville werd Buckner overgeplaatst naar het District of the Gulf om de verdedigingswerken rond Mobile, Alabama te versterken. Hij bleef er bevelhebber tot hij in april 1863 het bevel over het Army of East Tennessee toevertrouwd kreeg. Op 11 mei 1863 arriveerde hij in Knoxville, Tennessee en nam de volgende dag officieel het commando op zich. Kort daarna werd zijn departement omgedoopt in het Departement of Tennessee en werd zijn leger opgenomen in het Army of Tennessee als het derde korps.
Eind augustus rukte de Noordelijke generaal-majoor Ambrose Burnside op naar de stellingen van Buckner rond Knoxville. Buckner vroeg om versterkingen bij Bragg die rond Chattanooga stellingen had ingenomen. Bragg kon echter geen soldaten missen omdat hijzelf bedreigd werd door het leger van generaal-majoor William Rosecrans. Buckner kreeg het bevel om zich terug te trekken naar de Hiwassee. Daarna diende hij via Ringgold in Georgia en La Fayette naar Chickamauga te gaan. Ondertussen diende Bragg zijn stellingen rond Chattanooga te verlaten en plooide hij zijn leger terug op Chickamauga. De Noordelijken hadden de Zuidelijken ingehaald en op 19 en 20 september vond de Slag bij Chickamauga plaats waarbij de Zuidelijken een klinkende overwinning behaalden. Buckners eenheden vochten op de Zuidelijke linkerflank die onder leiding stond van luitenant-generaal James Longstreet en waar de beslissende doorbraak plaats vond die de Noordelijke linies deed breken.
Na Chickamauga trok het Army of the Cumberland onder leiding van Rosecrans zich terug naar Chattannooga. Bragg voerde een halfhartige belegering uit tegen Chattanooga en weigerde acties  te ondernemen tegen de Noordelijke versterkingen die onderweg waren onder leiding van Ulysses S. Grant. Grant kon de communicatie en bevoorradingslijnen met de belegerde troepen herstellen. Opnieuw kreeg Bragg zware kritiek waarbij veel van zijn officieren om zijn ontslag vroegen. Buckner zou de auteur geweest zijn van een anti-Bragg brief die naar de Zuidelijke president Jefferson Davis werd gestuurd. Bragg sloeg terug waarbij Buckners Departement of East Tennessee ontbonden werd.
Buckner werd op ziekteverlof gestuurd en herstelde in Virginia terwijl hij administratief werk verrichtte. Zijn divisie werd zonder hem meegestuurd met Longstreet om deel te nemen aan de Knoxvilleveldtocht. De restanten van Braggs leger werden verslagen tijdens de Chattanoogaveldtocht. Buckner zetelde in de krijgsraad die oordeelde over de slechte prestaties van generaal-majoor Lafayette McLaws die als Longstreets ondergeschikte had gevochten bij Knoxville. In februari 1864 kreeg Buckner kort het bevel over de divisie van generaal-majoor John Bell Hood en op 8 maart kreeg hij opnieuw het bevel over het heropgerichte Departement of East Tennessee. Dit departement was echter een schaduw van wat het vroeger was. Het was twee derde kleiner en had geen offensieve mogelijkheden. Buckner kon daar niets betekenen voor de Zuidelijke zaak en op 28 april werd hij naar het Trans-Mississippi Departement gestuurd die onder leiding stond van Edmund Kirby Smith.
Door de verslechterde oorlogssituatie voor het Zuiden raakte Buckner pas in de vroege zomer op zijn bestemming. Hij nam het bevel op zich van het District of West Louisiana op 4 augustus. Kort nadat Buckner op het hoofdkwartier van Smith aankwam, vroeg Smith de toestemming om Buckner te promoveren. Op 20 september werd hij bevorderd tot luitenant-generaal. 
Toen het nieuws van de overgave van Robert E. Lee op 9 april 1865 het departement bereikte, deserteerden soldaten met tientallen tegelijk. Op 19 april voegde Smith het District of Arkansas en het District of West Louisiana samen en plaatste Buckner aan het hoofd ervan. Op 9 mei werd Buckner de stafchef van Smith. Er begonnen geruchten te circuleren waarbij Smith en Buckner met soldaten die trouw bleven aan de Zuidelijke zaak zouden doorvechten vanuit Mexico. Hoewel Smith de Rio Grande dicht genaderd was, kreeg Smith het bericht dat Buckner naar New Orleans was gereisd en zich had overgegeven op 26 mei.
Bij Fort Donelson was Buckner de eerste Zuidelijke generaal die zich had overgegeven. In New Orleans was hij een van de laatste. De overgave werd officieel toen Smith het bekrachtigde op 2 juni. Enkel brigadegeneraal Stand Watie hield het langer uit en gaf zich pas over op 23 juni 1865.

## Latere jaren
Na de oorlog zou het nog drie jaar duren voor Buckner kon terugkeren naar zijn thuisstaat wegens bepaalde voorwaarden na zijn vrijlating. Op 9 juni 1865 werd hij vrijgelaten uit krijgsgevangenschap. Hij verbleef in New Orleans waar hij werkzaam was voor de Daily Crescent, een lokale krant. Hij werd ook zakenman en zetelde in een bestuursraad van een verzekeringsmaatschappij in 1867. Zijn vrouw en dochter vervoegden hem in de wintermaanden van 1866 en 1867. Hij stuurde ze tijdens de lente en zomer terug naar Kentucky omdat cholera en gele koorts een voortdurende dreiging waren.
In 1868 kon Buckner eindelijk terugkeren naar Kentucky waar hij redacteur werd voor de Louisville Courier. Zoals vele andere voormalige Zuidelijke officieren schreef Buckner naar het Amerikaans Congres om zijn burgerrechten terug te krijgen zoals vermeld in het veertiende amendement. Hij kon het grootste deel van zijn eigendommen terugwinnen na langdurige rechtszaken en zijn rijkdom opnieuw opbouwen met gehaaide zakendeals.
Op 5 januari 1874 stierf zijn vrouw na een lang ziekbed door tuberculose. Buckner en zijn dochter bleven tot in 1877 in Louisville wonen. Daarna trokken ze naar het familie-eigendom Glen Lily in Munfordville. Zijn zuster woonde bij hen in na het overlijden van haar echtgenoot. De volgende drie jaar herstelden ze het huis en de omliggende gebouwen na jarenlange verwaarlozing ten gevolge van de burgeroorlog. Op 14 juni 1883 trouwde Lily met Morris B. Belknap. Ze betrokken een woning in Louisville. Op 10 oktober overleed de zus van Buckner. Hij bleef in Glen Lily wonen.
Op 10 juni 1885 trad Buckner opnieuw in het huwelijksbootje met Delia Claiborne uit Richmond, Virginia. Buckner was 62 en Claiborne was 28. Hun zoon, Simon Bolivar Buckner Jr. werd geboren op 18 juli 1886.

## Politieke loopbaan
Buckner had altijd een grote interesse in de politiek gehad. Zijn vrienden drongen er als sinds 1867 bij hem op aan om voor een politieke loopbaan te kiezen. In 1868 nam hij deel aan de Nationale conventie voor de democratische partij. Hoewel Buckner een aanhanger was van George H. Pendleton, werd Horatio Seymour verkozen tot presidentskandidaat. Buckner volgde de partijkeuze en zette zich actief in tijdens de presidentscampagne.
In 1883 stelde Buckner zich verkiesbaar. Hoewel hij niet verkozen raakte, werd hij in 1884 door James Proctor Knott aangesteld als lid van de bestuursraad van de Kentucky Agricultural and Mechanical college. Dit zou later de University of Kentucky worden.

### Gouverneur van Kentucky

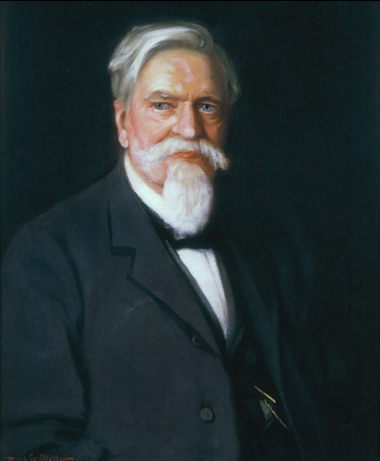
Portret van gouverneur Buckner, 1914

Tijdens de Democratische conventie van 1887 werd Buckner met unanieme stemmen genomineerd om gouveurneur van Kentucky te worden. Een week later werd William O. Bradley genomineerd als kandidaat voor de Republikeinse Partij. De Prohibition Party en de Union Labor Party schoven hun eigen kandidaten naar voor. Buckner won de verkiezingen met 16.797 stemmen meer dan Bradley die op de tweede plaats eindigde.
Tijdens zijn gouverneurschap kon hij enkel progressieve ideeën realiseren zoals een comitée voor belastingshervorming, een opvolgingssysteem om vrijgelaten gevangenen op te volgen en een codificatie van schoolreglementering. De oprichting van een departement voor justitie, betere ondersteuning van lokale scholen en het beschermen van bossen kon hij niet realiseren.
Tijdens zijn gouverneurschap diende Buckner regelmatig gewelddadige uitbarstingen in het oosten van de staat neer te slaan. Kort na zijn inauguratie brak de zogenaamde Rowan County Oorlog uit. Dit was een vendetta tussen verschillende clans waarbij bewoners van de county verschillende leiders van een andere clan hadden omgebracht. Hoewel deze moordpartij de gevechten deed stoppen, was het geweld zo buitensporig geweest dat Buckners adjudant generaal de aanbeveling deed om de county officieel op te doeken. In 1888 drong een groep gewapende wapen vanuit Kentucky West Virginia binnen waarbij de leider van de Hatfield clan werd omgebracht. Dit veroorzaakte een diplomatiek incident tussen Buckner en de gouverneur van West-Virginia Emmanuel Willis Wilson. Deze diende een officiële klacht in bij het federaal gerechtshof. Buckner werd vrijgesproken. Er werd geen bewijs gevonden dat hij iets met de raid te maken had. Er braken tijdens zijn termijn ook verschillende problemen los tussen vechtende clans in Harlan County, Letcher County, Perry County, Knott County en Breathitt County.
In 1888 brak er een groot financieel schandaal uit. Gouverneur Buckner had een controle bevolen van de financiën van de staat. Een dergelijke controle was al jaren niet uitgevoerd. De audit toonde aan dat de penningmeester van de staat, James "Honest Dick" Tate, sinds 1872 systematisch geld had verduisterd. Net voor deze wanpraktijken aan het licht zouden komen, vluchtte Tate met meer dan 250.000 dollar aan staatsfondsen. Hij werd nooit gearresteerd. Het assemblée zette hem af en Tate werd bij verstek veroordeeld.

### Verdere loopbaan
Na het einde van zijn termijn als gouverneur keerde Buckner terug naar Glen Lily. In 1895 was hij een van de vier kandidaten voor een zetel in de senaat. De Democratische partij was verdeeld over de Dubbele standaard. Buckner was voorstander om de munt te koppelen aan de goudkoers terwijl de meerderheid van de inwoners een voorstander was van "Free Silver". Buckner wist dat hij de senaatszetel niet kon binnenhalen gezien zijn afwijkend mening waarop hij zich terugtrok uit de race in juli 1895. Toch stemden nog altijd 9 van de 134 stemgerechtigden zich uit voor Buckner.
Tijdens de Democratische nationale conventie van 1896 in Chicago werd William Jennings Bryan aangeduid als presidentskandidaat. Jennings was een sterk voorstander van de zilveren muntstandaard. De democraten die de gouden muntstandaard wilden invoeren, scheurden zich af. Ze stichtten een nieuwe partij, de National Democratic Party ook wel de Gold Democrats genoemd. Buckner sloot zich aan bij deze nieuwe partij. Tijdens de lokale conventie in Louisville werd Buckner naar voor geschoven als kandidaat vice-president. Hij werd officieel genomineerd tijdens de nationale conventie in Indiananpolis. De  voormalige Noordelijke generaal John M. Palmer werd genomineerd als presidentskandidaat.
Palmer en Buckner hadden een degelijke reputatie opgebouwd als sterke bestuurders tijdens hun respectievelijke gouverneurschappen. omdat ze elk voor de andere zijde hadden gevochten tijdens de burgeroorlog, stonden ze nationale eenheid voor. In de pers werd hun kandidatuur hoog ingeschat. Hun leeftijd speelde echter in hun nadeel. Palmer was 79 en Buckner 73. Wegens de breuk in het Democratische front dachten kiezers dat stemmen voor hun kandidatuur een verloren stem was en de kans voor de tegenstander enkel zou vergroten. Uiteindelijk overtuigden Palmer en Buckner slechts 1 procent van de kiezers.

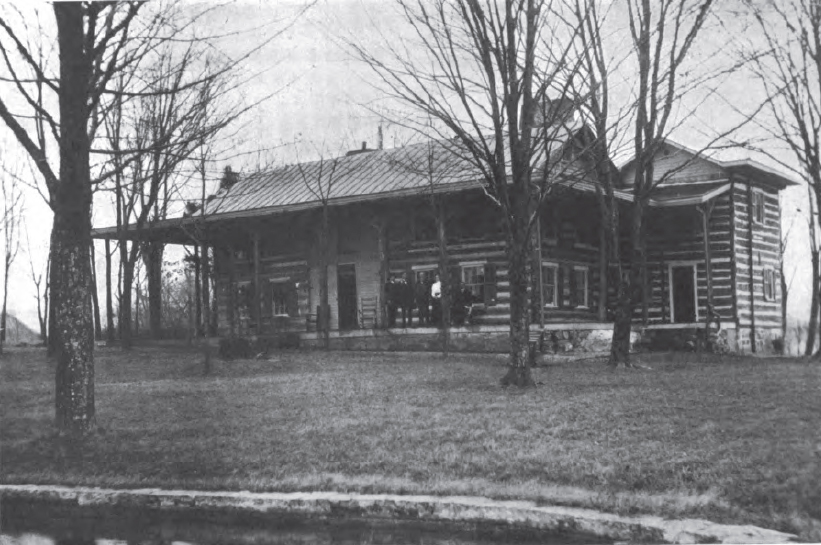

Na zijn nederlaag trok Buckner zich terug naar zijn landgoed. Hij bleef wel actief in de politiek. Hij steunde zijn schoonzoon Morris Belknap als kandidaat-gouverneur. Toen de Democraten opnieuw William Jennings Bryan naar voor schoven als presidentskandidaat in 1908, steunde Buckner de Republikeinse tegenstander William Howard Taft.
Toen hij 80 werd en cataract zijn zicht sterk beperkte, memoriseerde hij vijf toneelstukken van Shakespeare van buiten. Een operatie redde zijn zicht.Tijdens een bezoek van Buckner aan het Witte Huis vroeg hij aan president Theodore Roosevelt om zijn zoon Simon Bolivar Buckner, jr. toe te laten als cadet in West Point. Roosevelt ging onmiddellijk akkoord.. Hij zou later dienen in het U.S. Army en sneuvelen tijdens de Slag om Okinawa.
Na het overlijden van Stephen D. Lee en Alexander P. Stewart in 1908 was Buckner de langstlevende Zuidelijke luitenant-generaal die had gediend in de burgeroorlog. In 1909 bezocht hij zijn zoon in Texas en bezocht de oude slagvelden van de Mexicaans-Amerikaanse Oorlog. In 1912 ging zijn gezondheid achteruit. Hij overleed op 9 januari 1914 na een acuut nierfalen. Hij werd begraven in Frankfort Cemetery in Frankfort, Kentucky.

## Militaire loopbaan
- Titulair Second Lieutenant: 1844
- Titulair First Lieutenant: 1847
- Titulair Captain: 1847
- First Lieutenant: 31 december 31 1851
- Captain: 3 november 1852
- Colonel: oktober 1857
- Brigadier General: 14 september 1861
- Major General: 16 augustus 1862 (CSA)[76][77]
- Lieutenant General: 20 september 1864 (CSA)[77]

## Voetnoten
1. ↑  http://www.findagrave.com/cgi-bin/fg.cgi?page=gr&GRid=5144
2. 1 2 3 4 5 6 7  Harrison in The Kentucky Encyclopedia, p. 136
3. ↑  Stickles, p. 4
4. ↑  Stickles, p. 5
5. ↑  Stickles, p. 6
6. ↑  Noe, pp. 96–97
7. ↑  Stickles, p. 9
8. 1 2  Harrison in Kentucky's Governors, p. 119
9. 1 2 3 4 5  Eicher, pp. 151–52
10. ↑  Stickles, p. 15, 24; Hewitt, p. 139
11. ↑  Stickles, pp. 16–17
12. ↑  Stickles, p. 17
13. ↑  Stickles, pp. 17–19
14. 1 2 3  Hewitt, p. 139
15. ↑  Stickles, p. 20
16. ↑  Stickles, p. 22
17. ↑  Stickles, p. 23
18. ↑  Stickles, pp. 34–37
19. ↑  Stickles, p. 38
20. ↑  Stickles, pp. 41–43
21. 1 2 3  Powell, p. 68
22. 1 2  "Kentucky Governor Simon Bolivar Buckner", National Governors Association
23. 1 2  Stickles, p. 78
24. ↑  Woodworth, Jefferson Davis and His Generals, p. 44; Harrison in Kentucky's Governors, p. 120; Hewitt, p. 140
25. ↑  Gott, p. 37
26. ↑  Hewitt, p. 140
27. ↑  Gott, p. 38
28. ↑  Gott, pp. 133–35
29. ↑  Gott, pp. 191–217; Connelly, Army of the Heartland, pp. 121–23
30. ↑  Gott, pp. 238–49; Connelly, Army of the Heartland, pp. 123–24
31. ↑  Stickles, p. 164
32. ↑  Stickles, pp. 165–166
33. ↑  Gott, p. 257
34. ↑  ULYSSES S. GRANT HOMEPAGE – Simon Bolivar Buckner Interview. granthomepage.com. Gearchiveerd op 2 augustus 2019. Geraadpleegd op 29 december 2024.
35. ↑  Gott, pp. 262–67
36. ↑  Hewitt, p. 140; Eicher, p. 152
37. ↑  Stickles, p. 192
38. ↑  Stickles, p. 194; Hewitt, p. 140
39. ↑  Noe, p. 70; Stickles, pp. 194–202; Connelly, Army of the Heartland, pp. 229–30; Cozzens, This Terrible Sound, pp. 14–15
40. ↑  Stickles, pp. 204–208; Noe, pp. 219–28, 339; McDonough, pp. 258–61; Connelly, Army of the Heartland, pp. 264–67
41. ↑  Stickles, p. 213
42. ↑  Eicher, p. 152; Stickles, p. 216
43. ↑  Hewitt, p. 140; Connelly, Autumn of Glory, p. 149; Stickles, p. 220
44. ↑  Stickles, pp. 226–231; Connelly, Autumn of Glory, pp. 201–34; Cozzens, This Terrible Sound, pp. 454–62; Woodworth, Six Armies in Tennessee, pp. 89, 93–94
45. ↑  Woodworth, Six Armies in Tennessee, pp. 129–68
46. ↑  Connelly, Autumn of Glory, p. 239
47. ↑  Cozzens, Shipwreck of Their Hopes, p. 24; Connelly, Autumn of Glory, pp. 252–53; Hewitt, pp. 140–41
48. ↑  Hewitt, p. 141
49. ↑  Hewitt, p. 141; Stickles, pp. 241–249
50. ↑  Stickles, p. 250
51. ↑  Stickles, p. 252; Hewitt, p. 141
52. ↑  Hewitt, p. 141; Stickles, p. 256
53. ↑  Stickles, p. 265–270; Hewitt, p. 141
54. 1 2  Foote, p. 1021
55. ↑  Stickles, p. 282
56. ↑  Stickles, p. 281
57. ↑  Stickles, pp. 313–322
58. ↑  Stickles, p. 324
59. ↑  Stickles, p. 332
60. ↑  Stickles, p. 297
61. ↑  Stickles, p. 298, 318
62. ↑  Stickles, pp. 322–323
63. ↑  Stickles, pp. 336–344
64. ↑  Harrison in Kentucky's Governors, pp. 120–121
65. ↑  Stickles, pp. 348–355, 367
66. 1 2  Stickles, p. 358
67. 1 2 3 4  Harrison in Kentucky's Governors, p. 122
68. 1 2  Stickles, p. 403
69. ↑  Tapp, p. 357
70. ↑  Stickles, pp. 408–409
71. ↑  Beito, pp. 563–566
72. ↑  Stickles, pp. 416–421
73. ↑  Stickles, pp. 420–421
74. ↑  Hughes, p. 137
75. ↑  Stickles, p. 421
76. ↑  Stickles, p. 192
77. 1 2  http://www.civilwarhome.com/bucknerbio.html